# Telemetro laser

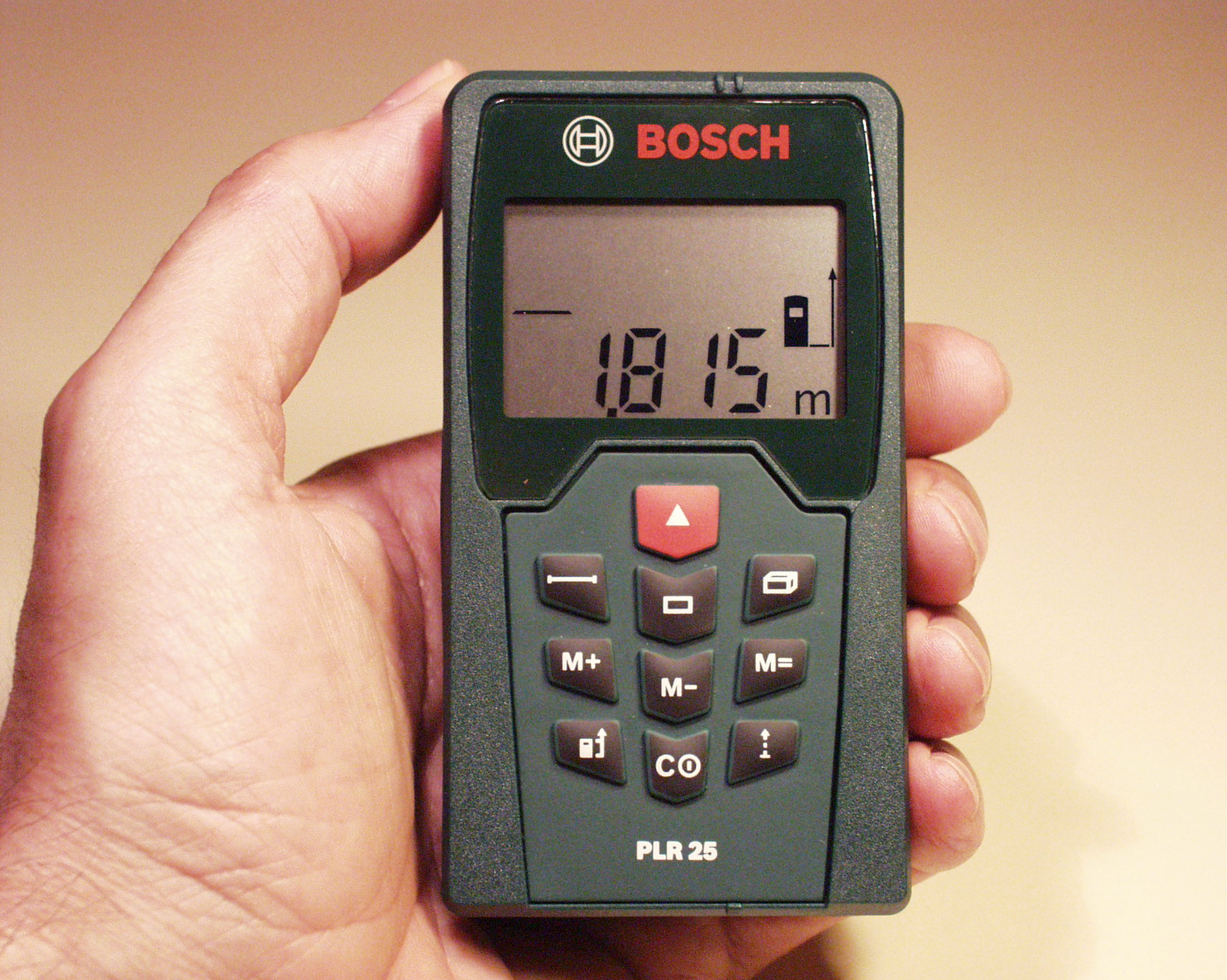
Un telemetro portatile per impieghi civili

Il telemetro laser è uno strumento di alta precisione per la misura di distanze fra due punti, il cui funzionamento si basa sull'emissione di un raggio laser di bassa energia e quindi teoricamente non pericoloso.

## Funzionamento
Nell'istante in cui viene attivato, il telemetro emette un raggio laser. Un cronometro elettronico integrato nel dispositivo misura il tempo intercorso tra l'emissione ed il ritorno del raggio riflesso. Conoscendo la velocità della luce in aria è immediato calcolare la distanza percorsa dal raggio laser, attraverso la semplice equazione: distanza = velocità × tempo. In questo modo, indirizzando correttamente il raggio su uno specifico bersaglio, è possibile misurarne la distanza dal dispositivo emittente.
Il principio di funzionamento dei misuratori laser portatili non si basa sulla misurazione diretta del tempo di andata-ritorno del raggio riflesso, ma sulla misura della frequenza di autooscillazione di un sistema nel quale è inserito tale ritardo. Misurare una distanza con l'approssimazione di 1 mm, attraverso la lettura diretta del tempo di andata-ritorno, richiederebbe infatti la realizzazione di un cronometro avente risoluzione di 1/150.000.000.000 di secondo, attualmente difficile da realizzare a costi accettabili. Molto più semplice risulta invece misurare la frequenza il cui periodo è determinato dal tempo di andata-ritorno del raggio. La realizzazione pratica del misuratore prevede un emettitore laser il cui raggio riflesso viene rivelato da un sensore ottico che spegne il raggio stesso, questo provoca la riaccensione dell'emettitore e quindi di nuovo lo spegnimento. Il sistema oscilla quindi a una frequenza f=1/(2d/(3*10^11)+Te) dove "d" è la distanza in mm e "Te" è il ritardo costante di commutazione introdotto dal circuito di spegnimento. La frequenza è facilmente misurabile con precisione, per mezzo di circuiti a basso costo e la distanza è ricavabile quindi con un semplice calcolo.

## Utilizzo
I telemetri per uso civile (detti anche distanziometri) hanno l'aspetto di apparecchi palmari e vengono utilizzati principalmente per il rilievo di misure in edilizia, con precisione di qualche millimetro su distanze che raramente superano i 100 metri. Nell'uso pratico lavorano bene in interni, mentre in esterno possono presentare errori di misura o riduzione della portata in presenza di forte luce solare o bersagli con cattive caratteristiche di riflettenza.

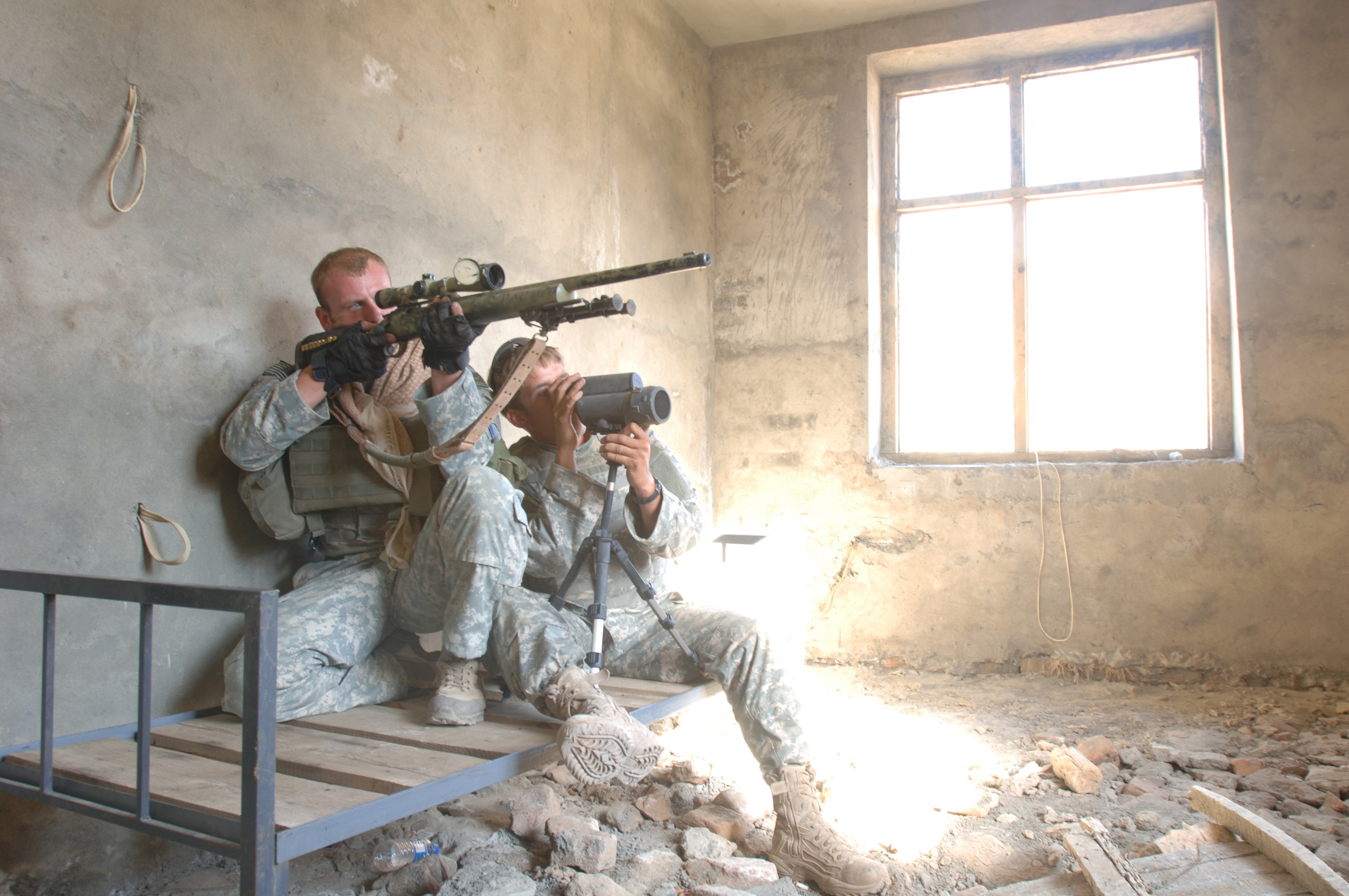
Un cecchino affiancato da un osservatore dotato di telemetro

Per uso militare, i telemetri portatili sono spesso abbinati ai sistemi di visione ottica a distanza (monocoli o binocoli) e vengono in genere usati come ausilio al tiro da lunga distanza con i fucili di precisione. 
Esistono anche telemetri in esecuzione fissa su mezzi militari (carri armati, blindati, ecc.) abbinati all'arma da fuoco installata sul mezzo. I telemetri più sofisticati sono dotati di filtri che li rendono più efficienti in condizioni meteo avverse ed in presenza di forte riflessione dal terreno della luce solare. La precisione di questi telemetri arriva a ± 1 metro su qualche chilometro di distanza, con ripetibilità della misura che può arrivare al 98% (percentuale di volte che ripetendo la stessa misura si ottiene l'identico risultato).
Il telemetro può anche essere impiegato in campo militare come illuminatore del bersaglio, in modo che un'arma a guida laser (una bomba o un missile) possa seguire il riflesso del laser sino al bersaglio puntato. Per rendere i telemetri e le armi a guida laser meno efficaci contro bersagli militari, svariati eserciti impiegano vernici laser-assorbenti per i loro veicoli, rendendo difficile l'utilizzo di telemetri laser su di essi.